# Караганда (село)
Караганда́ (каз. Қарағанды) — село у складі Хобдинського району Актюбінської області Казахстану. Входить до складу Жарсайського сільського округу.
Населення — 32 особи (2021; 164 у 2009, 293 у 1999, 343 у 1989).